# Гриффин, Монтелл
Монтелл Гриффин (англ. Montell Griffin; 6 июня 1970, Чикаго, Иллинойс, США) — американский боксёр-профессионал, выступавший в полутяжёлой весовой категории, актёр кино. Чемпион мира в полутяжёлой (версия WBC, 1997) весовой категории.

## 1994—1994
Дебютировал в феврале 1993 года.

## 18 февраля1995Монтелл Гриффин —Джеймс Тони
- Место проведения:  ЭмДжиЭм Гранд, Лас-Вегас, Невада, США
- Результат: Победа Гриффина решением большинства в 12-раундовом бою
- Статус: Рейтинговый бой
- Рефери: Джо Кортес
- Счет судей: Дуэйн Форд (114—114), Билл Грэхем (115—113 Гриффин), Арт Лури (116—112 Гриффин)
- Вес: Грифин 78,70 кг; Тони 79,38 кг
- Трансляция: HBO
- Счёт неофициального судьи: Харольд Ледерман (112—114 Тони)

В феврале 1995 года Гриффин вышел на ринг против бывшего чемпиона мира в 2-х весовых категория х Джеймса Тони. Тони имел небольшое преимущество. Однако судьи спорно отдали Гриффину победу большинством голосов. Угол Тони был в шоке, как и сам боксёр. Это было 2-е подряд поражение Тони.

## 6 декабря1996Монтелл Гриффин —Джеймс Тони (2-й бой)
- Место проведения:  Лоулор Эвентс Центр, Стейтлайн, Невада, США
- Результат: Победа Гриффина единогласным решением в 12-раундовом бою
- Статус: Рейтинговый бой
- Рефери: Миллс Лейн
- Счет судей: Джон Руперт (116—112), Кейт Макдональд (116—112), Даг Таккер (119—109) — все в пользу Гриффина
- Вес: Грифин 78,47 кг; Тони 79,38 кг
- Трансляция: HBO
- Счёт неофициального судьи: Харольд Ледерман (112—117 Тони)

В декабре 1996 года состоялся 2-й бой Монтелла Гриффина и Джеймса Тони. Бой мало чем отличался от 1-го. Тони также имел преимущество. На этот раз решение было ещё более спорным — судьи едингласно отдали победу в пользу Гриффина

## 21 марта1997Монтелл Гриффин —Рой Джонс
- Место проведения:  Тадж Махал Хотел энд Касино, Атлантик-Сити, Нью-Джерси, США
- Результат: Победа Гриффина дисквалификацией в 9-м раунде в 12-раундовом бою
- Статус: Чемпионский бой за титул WBC во полутяжелом весе (1-я защита Джонса)
- Рефери: Тони Перес
- Счет судей: Барбара Перес (76—75 Гриффин), Чак Хассетт (75—77 Джонс), Терри Смитт (75—76 Джонс)
- Время: 2:27
- Вес: Гриффин 79,38 кг; Джонс 79,38 кг
- Трансляция: HBO
- Счёт неофициального судьи: Харольд Ледерман (75—76 Джонс)

В марте 1997 года состоялся бой двух непобеждённых боксёров — Монтелла Гриффина и чемпиона мира в полутяжёлом весе по версии WBC Роя Джонса. В конце 7-го раунде Джонс провёл правый крюк в голову, а затем сблизившись, короткий левый хук в челюсть. Гриффин упал на канвас. Он сразу же поднялся. Рефери отсчитал нокдаун. Гриффин не согласился с ним, посчитав, что упал от толчка. В конце 9-го раунде Джонс провёл два правых хук в голову. Гриффин задёргался. Джонс провёл ещё один правый боковой. Претендент отошёл к канатам. Чемпион вновь провёл правый хук. Гриффин отбежал от одних канатов. Джонс пробил точный левый хук в челюсть. Гриффин приблизился к канатам, и опустился на колено. Джонс, увлекшись атакой, не заметил этого, и провёл правый хук в голову, и левый боковой в челюсть. Гриффин упал. Рефери отсчитал до 10, и прекратил бой. Угол Джонса обрадовался окончанию боя. Однако затем им сообщили, что будет дисквалификация. После боя комментатор телеканала HBO Ларри Мерчант взял интервью у всех участников боя. Джонс сказал, что продолжил атаковать противника, так как не считал, что тот оказался в нокдауне, а счёл это за низкий нырок, в противном случае должен был вмешаться рефери. Джонс сказал, что раз рефери не вмешался, то и нокдауна не было. Рефери сообщил, что он вмешался вовремя, и, что Джонс должен был прервать атаку, когда противник оказался на полу. Также он сообщил, что если бы Гриффин поднялся, то бой бы продолжился, а чемпион был бы оштрафован на одно или два очка. Претендент сказал, что Джонс ударил его когда он опустился на колено. На подозрение о симуляции Гриффин ответил, что пропустил сильный удар и действительно не мог продолжать бой.

## 7 августа1997Монтелл Гриффин —Рой Джонс (2-й бой)
- Место проведения:  Фоксвуд Ресорт, Машантукет, Коннектикут, США
- Результат: Победа Джонса нокаутом в 1-м раунде в 12-раундовом бою
- Статус: Чемпионский бой за титул WBC во полутяжелом весе (1-я защита Гриффина)
- Рефери: Артур Мерканте
- Время: 2:31
- Вес: Гриффин 78,93 кг; Джонс 79,38 кг
- Трансляция: HBO TVKO

В августе 1997 года состоялся реванш между Монтеллом Гриффином и Роем Джонсем.  Джонс был обозлен нападками в СМИ,которые его буквально уничтожали за нарушение правил в первом бою,повлекшем за собой дисквалификацию. Только бой начался,как Джонс провел молнеиносный левый крюк в голову Гриффину, и тот упал в нокдаун. В дальнейшем Джонс просто наступал на противника и бил со всей решимостью,стремясь к скорейшей развязке. Нокаут последовал к концу первого же раунда. Рухнувший на ринг Гриффин  несколько раз пытался встать,но не мог удержать равновесие. Рой Джонс сказал в послематчевом интервью:"Это вы(пресса,эксперты)заставили меня устроить эту рубку. Это не мой стиль. Но сегодня было необходимо,чтобы я напомнил всем,кто здесь истинный чемпион.

## 1997—2007
В ноябре 1998 года Гриффин раздельным решением судей проиграл непобеждённому Эрику Хардингу.
В августе 1999 года в Германии состоялся бой между Монтеллом Гриффином и местным боксёром чемпионом мира в полутяжёлом весе по версии WBO Дариуш Михалчевски. Гриффин вел по очкам. В 4-м раунде Гриффин пропустил несколько ударов и рефери прекратил поединок. Решение было спорным. Часть экспертов сочла остановку боя преждевременной.
В июле 2002 года он победил Деррика Хармона.
В апреле 2003 года Гриффин в бою за вакантные WBC и IBF титулы проиграл все 12 раундов Антонио Тарверу.
В сентябре 2004 года в элиминаторе он уступил непобеждённому Рико Хойе.
В феврале 2005 года Гриффин победил по очкам Сэма Риса.
В мае 2006 года он проиграл Хулио Сесару Гонсалесу.
В мае 2007 года Монтелл Гриффин в 11-м раунде был нокаутирован в элиминаторе Гленом Джонсоном.
2 августа 2008 года Гриффин последний бой он проиграл в Казахстане в городе Шымкент Бейбуту Шуменову со счетом 107—120.